# Finale de la Coupe des clubs champions européens 1962-1963
La finale de la Coupe des clubs champions européens 1962-1963 est remportée par l'AC Milan sur le score de 2-1 face au Benfica Lisbonne.

## Parcours des finalistes
Note : dans les résultats ci-dessous, le score du finaliste est toujours donné en premier (D : domicile ; E : extérieur).
| AC Milan      | AC Milan | AC Milan  | AC Milan  |                     | SL Benfica                          | SL Benfica                          | SL Benfica                          | SL Benfica                          |
| ------------- | -------- | --------- | --------- | ------------------- | ----------------------------------- | ----------------------------------- | ----------------------------------- | ----------------------------------- |
| Adversaire    | Total    | Aller     | Retour    | Tour                | Adversaire                          | Total                               | Aller                               | Retour                              |
| US Luxembourg | 14 - 0   | 8 - 0 (D) | 6 - 0 (E) | Premier tour        | Exempté en tant que tenant du titre | Exempté en tant que tenant du titre | Exempté en tant que tenant du titre | Exempté en tant que tenant du titre |
| Ipswich Town  | 4 - 2    | 3 - 0 (D) | 1 - 2 (E) | Huitièmes de finale | IFK Norrköping                      | 6 - 2                               | 1 - 1 (E)                           | 5 - 1 (D)                           |
| Galatasaray   | 8 - 1    | 3 - 1 (E) | 5 - 0 (D) | Quarts de finale    | Dukla Prague                        | 2 - 1                               | 2 - 1 (D)                           | 0 - 0 (E)                           |
| Dundee FC     | 5 - 2    | 5 - 1 (D) | 0 - 1 (E) | Demi-finales        | Feyenoord Rotterdam                 | 3 - 1                               | 0 - 0 (E)                           | 3 - 1 (D)                           |

## Feuille de match
| 22 mai 1963 | AC Milan         | 2 – 1   | Benfica     | Stade de Wembley, Londres                       |                                                 |
| 15 h 00 BST | Altafini 58e 69e | (0 – 1) | 19e Eusébio | Spectateurs : 45 715 Arbitrage : Arthur Holland | Spectateurs : 45 715 Arbitrage : Arthur Holland |
| 15 h 00 BST | Rapport          |         |             | Spectateurs : 45 715 Arbitrage : Arthur Holland | Spectateurs : 45 715 Arbitrage : Arthur Holland |

| Milan | Benfica |

| G            | 1  | Giorgio Ghezzi      |
| D            | 2  | Mario David         |
| D            | 5  | Cesare Maldini      |
| LB           | 3  | Mario Trebbi        |
| M            | 4  | Víctor Benítez      |
| M            | 6  | Giovanni Trapattoni |
| M            | 8  | Dino Sani           |
| M            | 10 | Gianni Rivera       |
| A            | 7  | Gino Pivatelli      |
| A            | 9  | José Altafini       |
| A            | 11 | Bruno Mora          |
| Entraîneur : |    |                     |
| Nereo Rocco  |    |                     |

| G              | 1  | Costa Pereira      |
| D              | 2  | Domiciano Cavém    |
| D              | 3  | Raúl Machado       |
| D              | 4  | Fernando Cruz      |
| M              | 5  | Humberto Fernandes |
| M              | 6  | Mário Coluna       |
| M              | 7  | José Augusto       |
| A              | 8  | Joaquim Santana    |
| A              | 9  | José Torres        |
| A              | 10 | Eusébio            |
| M              | 11 | António Simões     |
| Entraîneur :   |    |                    |
| Fernando Riera |    |                    |